# Robert McKenna
Robert Fidelis McKenna (Danville, 8 luglio 1927 – Michigan, 16 dicembre 2015) è stato un vescovo statunitense di posizione cattolico tradizionalista aderente alla tesi di Cassiciacum noto per essere stato esorcista e protagonista all'infestazione in casa Smurl.

## Biografia
Robert McKenna nacque nel 1927 entrò nell'ordine domenicano nel 1951 e prese il nome religioso Fidelis; fu ordinato sacerdote da Amleto Giovanni Cicognani nel 1958. In seguito dell'evento del Concilio Vaticano II rifiutò le nuove riforme.
Continuò come sacerdote domenicano tradizionalista e aderì all'Orthodox Roman Catholic Movement (ORCM), fondato da padre Francis E. Fenton, che si rappresentava per preservare il cattolicesimo tradizionale in quanto i suoi membri consideravano come cambiamenti radicali la dottrina e la liturgia. Nel 1973 si stabilisce nella Cappella della Madonna del Rosario a Monroe ex chiesa metodista; è stato assistito dalle Suore Domenicane del Cuore Immacolato di Maria, da lui fondata.
Nell'agosto dell'1986 si recò a Raveau in Francia e si fece consacrare vescovo da Michel Guérard des Lauriers (vescovo della linea Thục) per mantenere il sacramento dell'ordine e dell'episcopato con le forme preconciliari e condivise la posizione del sedeprivazionismo. Consacrò successivamente sacerdoti e vescovi come Donald Sanborn, facendo viaggi anche in Europa come nel caso di Geert Stuyver.
Mori all'età di 88 anni il 16 dicembre del 2015.

### Esorcista
McKenna era anche un famoso/rinomato esorcista e lavorò a stretto contatto per molti anni con dei religiosi demonologi del Davide Considine e con padre Rama Coomaraswamy, insegnante di medicina.
Fare esorcismi è cosa degna di particolare nota per un prete cattolico. Esistono casi, investigati da ricercatori del paranormale come i Warren, inclusi alcuni dei casi (in cui ha operato il Vescovo McKenna) che hanno fatto grande scalpore, per quanto lo stesso McKenna fosse contrario alla loro divulgazione.
McKenna tentò di portare a termine degli esorcismi nel caso dell'abitazione infestata da demoni dei coniugi Smurl, caso che è stato raccontato in diversi libri e persino in un film su Fox TV intitolato "La casa stregata".
Un altro esorcismo compiuto nel 1985 a Warren, nel Massachusetts fu presentato nel giornale Boston Herald (annunciatore di Boston) ed in seguito nuovamente raccontato da alcun giornalisti nel libro Satan's Harvest.
Inoltre, McKenna era convinto che "l'attuale classe dirigente non creda più nell'esistenza del demonio... non ci credono e... quando anche finiscono per crederci, non voglion essere coinvolti".

## Genealogia episcopale
La genealogia episcopale è:
- Patriarca Eliya XII Denha
- Patriarca Yukhannan VIII Hormizd
- Vescovo Isaie Jesu-Yab-Jean Guriel
- Arcivescovo Yosep V Hindi
- Patriarca Yosep VI Audo
- Patriarca Eliya XIV Abulyonan
- Patriarca Yosep Emmanuel II Thoma
- Vescovo François David
- Vescovo Antonin-Fernand Drapier
- Arcivescovo Pierre Martin Ngô Đình Thục
- Vescovo Michel Guérard des Lauriers, O.P.
- Vescovo Robert McKenna, O.P.

La successione apostolica, senza il permesso della Santa Sede, è:
- Vescovo Vida J. Elmer (1987)
- Vescovo Richard F. Bedingfeld (1987)
- Vescovo Oliver Oravec (1988)
- Vescovo Francis Slupski (1999)
- Vescovo Geert Stuyver (2002)
- Vescovo Donald Sanborn (2002)
- Vescovo Robert L. Neville (2005)